# Charles Prosper Wolff Schoenmaker
Pour les articles homonymes, voir Schoenmaker.
Charles Prosper Wolff Schoemaker, né le 25 juillet 1882 à Banyubiru et mort le 22 mai 1949 à Bandung, est un architecte néerlandais qui travaillait dans les Indes néerlandaises. Il fait partie des trois grands noms de l'architecture dans les Indes néerlandaises d'avant-guerre, aux côtés d'Albert Aalbers et de Henri Maclaine Pont.

## Biographie
Schoemaker commence sa carrière comme militaire dans le génie. Puis il travaille pour l'agence AIA d'Albert Aalbers. Il ouvre ensuite sa propre agence à Bandung dans l'ouest de Java.
En 1922, Schoemaker devient également professeur à la Technische Hogeschool Bandoeng (aujourd'hui Institut technologique de Bandung ou ITB). Parmi ses étudiants, un certain Soekarno sera un des proclamateurs de l'indépendance de l'Indonésie et le premier président de la nouvelle nation.
Parmi ses réalisations, on trouve notamment l'immeuble de la Sociëteit Concordia (aujourd'hui Gedung Merdeka), où se tiendra la conférence de Bandung en 1955, l'Hôtel Preanger, l'immeuble de l'Institut Pasteur d'Indonésie et la Cathédrale Saint-Pierre de Bandung, tous situés à Bandung.

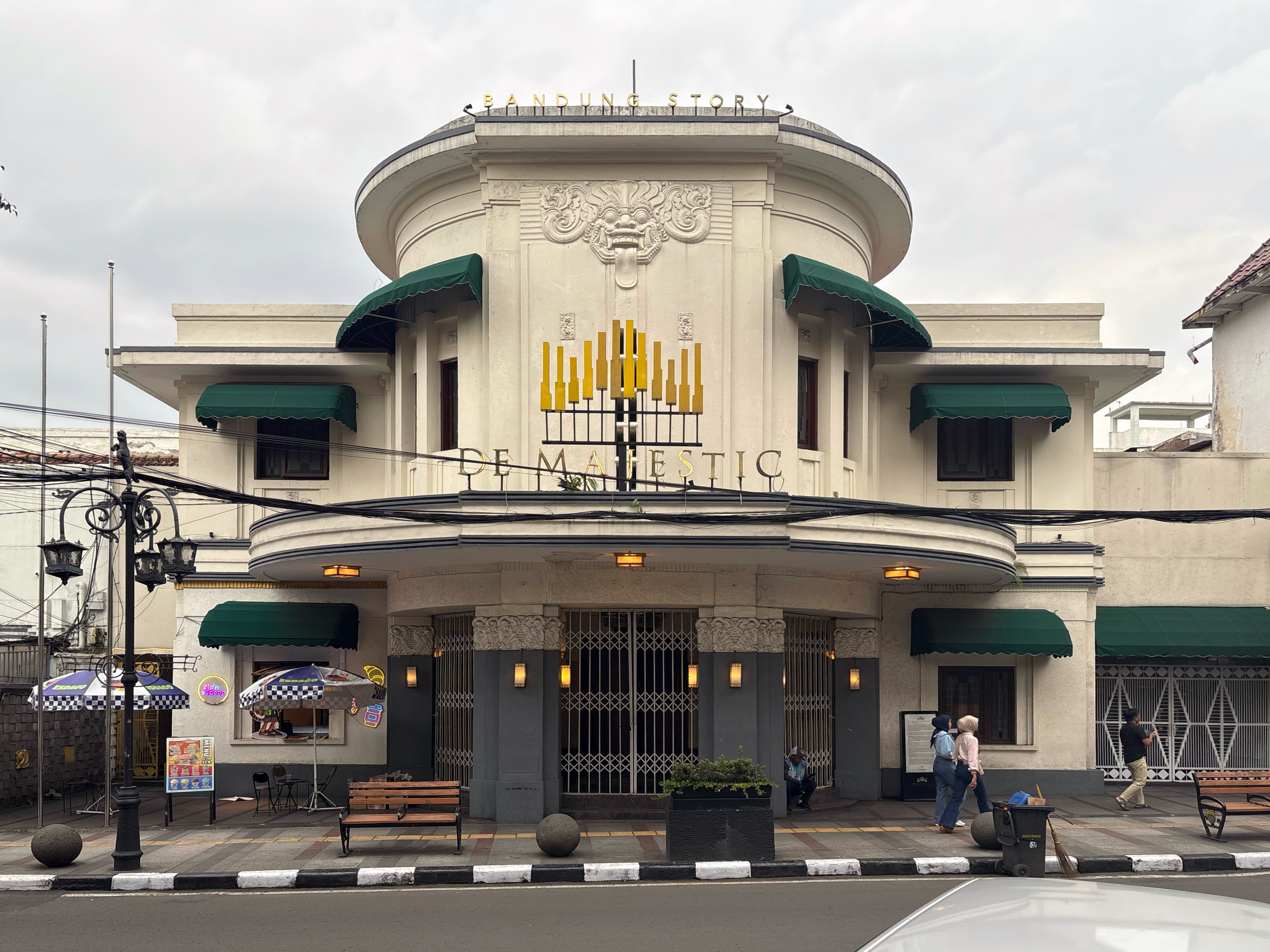
Immeuble de Charles Prosper Wolff Schoenmaker sur Braga street à Bandung